# Desa Tuasene
Desa Tuasene (indonesiska: Tuasene) är en administrativ by i Indonesien.   Den ligger i provinsen Nusa Tenggara Timur, i den sydöstra delen av landet, 1 900 km öster om huvudstaden Jakarta.